# Krasnye Krylja Samara
BK Krasnye Krylja Samara (russisch Красные Крылья Самара, „Rote Flügel Samara“) ist ein professioneller Basketballverein der russischen Professionalnaja Basketbolnaja Liga aus Samara, Russland. Das Team wurde nach dem Bankrott des ZSK WWS Samara gegründet.

## Geschichte
Krasnye Krylja übernahm den Platz von ZSK WWS in allen Wettbewerben. Während man in der nationalen Meisterschaft einen Platz im Mittelfeld belegte, gelang europäisch im ersten Jahr der Vorstoß in das Finale der EuroChallenge 2009/10, wo man der BG 74 Göttingen mit 75:83 unterlag. Im Jahr darauf spielte Samara im Eurocup, kam jedoch nicht über die Gruppenphase hinaus. In der Saison 2011/12 war man nicht in den europäischen Wettbewerben vertreten, national gelang mit dem Gewinn des russischen Pokals der erste nennenswerte Erfolg. Der Pokalsieg konnte in der Saison 2012/13 wiederholt werden. In der gleichen Saison erreichten Krylja das Final Four der Eurochallenge, wo zunächst im Halbfinale BCM Gravelines mit 81:78 geschlagen wurde. Im Finale besiegte das Team schließlich Karşıyaka SK mit 77:76 und gewann dadurch den drittwichtigsten Europapokal im Basketball. Nachdem das Team mehrere Jahre gegen finanzielle Schwierigkeiten ankämpfte, zog es nach der Saison 2014/15 seine Mannschaft aus dem Spielbetrieb der VTB United League zurück.

### Saisonübersicht
| Season  | Division      | Regular | Play-off      | Europa                      | Regional               |
| ------- | ------------- | ------- | ------------- | --------------------------- | ---------------------- |
| 2009–10 | Superleague A | 8.      | Viertelfinale | EuroChallenge Finale        |                        |
| 2010–11 | PBL           | 8.      | Viertelfinale | ULEB Eurocup Gruppenphase   |                        |
| 2011–12 | PBL           | 8.      | 8.            |                             | VTB Liga Gruppenphase  |
| 2012–13 | PBL           | 7.      |               | EuroChallenge Sieger        | VTB Liga Viertelfinale |
| 2013–14 | VTB Liga      | 4. Gr B | Viertelfinale | EuroChallenge Viertelfinale |                        |
| 2014–15 | VTB Liga      | 16      |               |                             |                        |

## Erfolge
- Sieger EuroChallenge: 2013
- Finalist EuroChallenge: 2010
- Russischer Pokalsieger (2×): 2012, 2013